# Blåsbergets naturreservat
Blåsbergets naturreservat är ett naturreservat i Arjeplogs kommun i Norrbottens län.
Området är naturskyddat sedan 2018 (gällande från 2020) och är 6 hektar stort. Reservatet ligger sydväst om sjön Uddjaure och omfattar delar av bergen södra och norra Blåsbergen samt Svartberget och del av sjön Bjäksjön och består av granskog med inslag av björk och tall.